# Alves Guimarães
José Alves Guimarães Júnior (Jacareí, 9 de dezembro de 1852 — São Paulo, 31 de março de 1930) foi um médico e político brasileiro.

## Biografia
Doutorado pela Faculdade de Medicina do Rio de Janeiro em 1879, clinicou em sua cidade natal até o falecimento de seu pai, quando passou a cuidar da fazenda da família e a dedicar-se à política. Foi fundador do Partido Republicano Paulista nos municípios de Jacareí e de Cravinhos, este último elevado a município em 1897 graças a influência do próprio Alves Guimarães.
Foi eleito pela primeira vez como senador pelo estado de São Paulo em 1891, sendo presidente do mesmo por três vezes, de 17 de julho de 1894 a 19 de agosto de 1895, de 25 de outubro a 10 de novembro de 1915 e de 27 de abril de 1927 a 14 de julho de 1927. Foi, ainda, presidente da Comissão Central do Partido Republicano Paulista, tendo sido um grande auxiliar do governo durante a Revolta da Armada em 1893.